# Jairo Araújo
Jairo Lima de Araújo, mais conhecido como Jairo Araújo (Brasília, 29 de julho de 1974), é um treinador e ex-futebolista brasileiro que atuava como zagueiro. Atualmente, está no sem clube.

## Carreira
Passou sempre por equipes do Centro-Oeste e do interior paulista. Entre 2007 e 2011, defendeu o Atlético Clube Goianiense, seu último clube como jogador e aonde se iniciou como auxiliar técnico de Paulo César Gusmão em 2011, tendo assumido interinamente o elenco principal entre a 11ª e a 16ª rodada. Em 2012, iniciou como auxiliar técnico e depois assumiu interinamente o comando da equipe principal após a demissão de Hélio dos Anjos.
Jairo Araújo voltou a dirigir interinamente o Atlético Clube Goianiense durante a reta final do Brasileirão 2012, sendo efetivado no comando da equipe principal no final da temporada. Logo no início da temporada de 2013 abandonou o Atlético Clube Goianiense, tendo acertado com o Esporte Clube Rio Verde, onde em menos de um mês foi novamente dispensado.
Em 09 de janeiro de 2016, Jairo Araújo foi anunciado oficialmente pelo Clube Atlético Taguatinga, do Distrito Federal, Jairo já estava comandando o time a dois dias antes do anúncio oficial, ele foi contratado para comandar o Clube Atlético Taguatinga no Campeonato Brasiliense 2016.

## Títulos
Gama
- Campeonato Brasiliense: 1995, 1997 ,1998 e 2003
- Campeonato Brasileiro - Série B: 1998

Brasiliense
- Campeonato Brasiliense: 2004, 2005 e 2006
- Campeonato Brasileiro - Série B: 2004

Atlético Goianiense
- Campeonato Goiano: 2007, 2010 e 2011
- Campeonato Brasileiro - Série C: 2008